# Хильгерс, Андре
Андре Хильгерс (нем. Andre Hilgers; 30 августа 1974, Ремшайд, Германия) — немецкий музыкант. Бывший участник немецкой рок-группы Rage. Участник немецкой рок-группы Bonfire.

## Биография
Андре Хильгерс начал играть на барабанах с семи лет. Серьёзно заниматься музыкой он начал в 10 лет, с того времени он начал брать уроки игры на барабанах (занимался в течение 6 лет), гитаре (3 года) и пением (2 года).
С 1986 по 1989 годы он выступал в составе разных музыкальных коллективов, осваивая разные стили игры и приобретая первый профессиональный опыт. В 1989 году он присоединился к группе Ninja, с которой записал альбом Liberty. В 1993 году музыкант стал участником коллектива Subsequent, с которыми выступил на десяти концертах и записал демозапись. В 1994—1997 гг. Андре являлся барабанщиком группы Vanize. Последующие годы он продолжал работать в качестве «вольнонаёмного барабанщика», записав множество альбомов с мало- и среднеизвестными музыкантами, пока в конце 2006 года не присоединился к известной немецкой группе Rage.
С 2011 года также является барабанщиком группы Sinner (сольный проект Мэтта Синнера). В марте 2019 года присоединился к группе Bonfire в качестве постоянного участника.